# Knopfmühle (Großmehring)

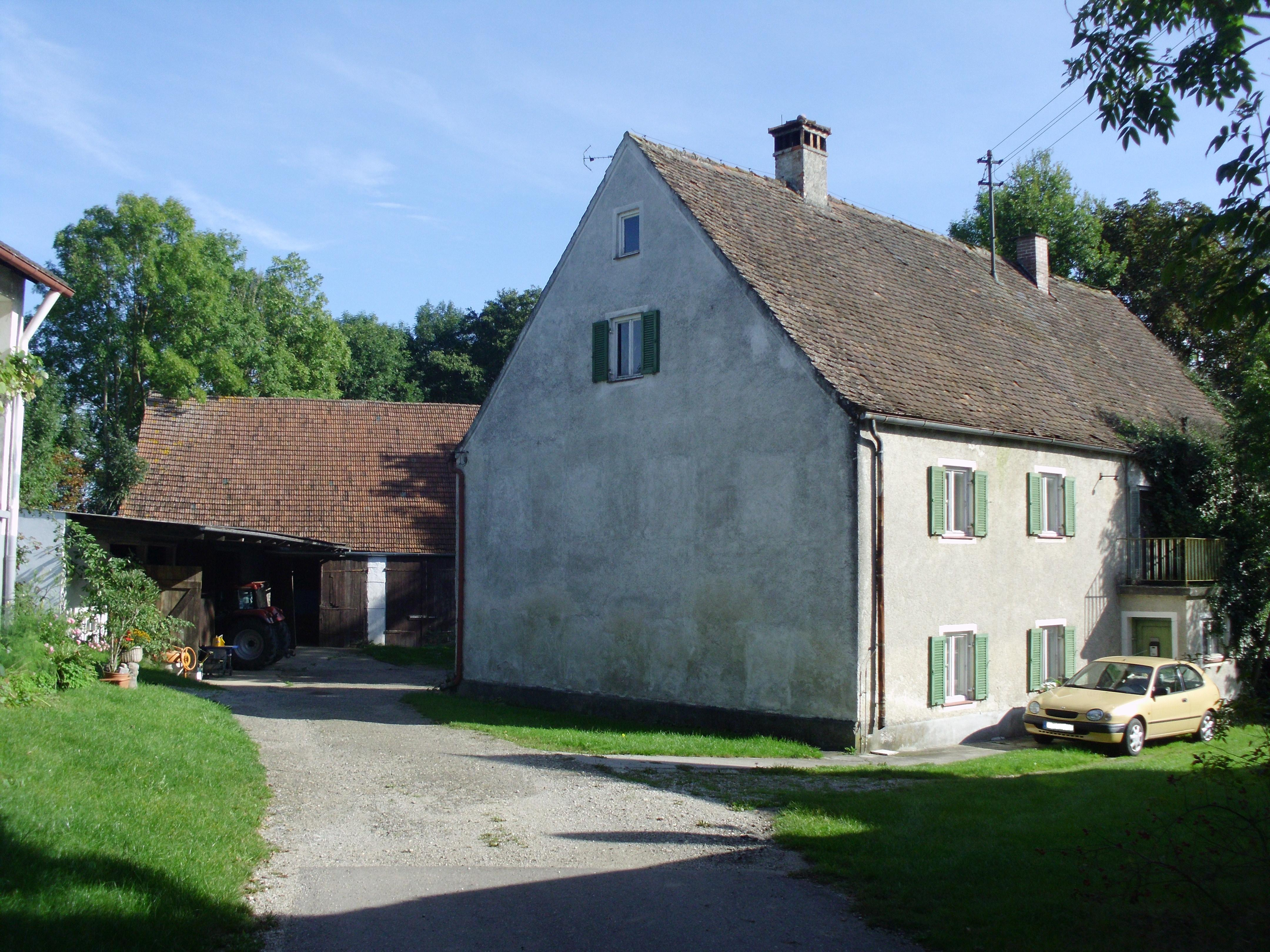
Gebäude der Knopfmühle

Die Knopfmühle ist ein Gemeindeteil der Gemeinde Großmehring im Landkreis Eichstätt im Regierungsbezirk Oberbayern des Freistaates Bayern.

## Lage
Der Weiler liegt in der Südlichen Frankenalb nordwestlich von Großmehring an der Bundesstraße 16a.

## Geschichte
Nördlich der Knopfmühle wurde in den 1950er Jahren eine Villa rustica mit Scherben und bemalten Mauerbewurf gefunden. Östlich und nordöstlich der Mühle befindet sich ein Hügelgräberfeld. Bei Feldbegehungen wurden in den 1990er Jahren bei der Knopfmühle drei urnenfelderzeitliche  Bronzefunde gemacht. 1998 kam in der Nähe der Villa rustica ein römischer Weihestein an Jupiter zum Vorschein.
Die Getreidemühle wurde vom Köschinger Bach betrieben. 1831 bewohnten fünf Personen die Mühle. Um 1861 bestand das Mühlenanwesen aus vier Gebäuden mit zwölf Einwohnern. 1871 sind fünf Gebäude mit 13 Einwohnern nachgewiesen.
Der Mahlbetrieb wurde um die Mitte des 20. Jahrhunderts eingestellt und die Mühle als landwirtschaftlicher Betrieb weitergeführt. 1961 hatte der Ortsteil 18, 1987 zwölf und 2012 wieder 18 Einwohner.